# Christiane Krause
Pour les articles homonymes, voir Krause.
Christiane Krause, née le 14 décembre 1950 à Berlin, est une athlète ouest-allemande, pratiquant le sprint. Aux Jeux olympiques d'été de 1972 à Munich, elle a gagné l'or en tant que première relayeuse du relais 4 × 100 m, battant à la fois le relais est-allemand et le record du monde en 42 s 81.

## Palmarès

### Jeux olympiques d'été
- Jeux olympiques d'été de 1972 à Munich ( Allemagne de l'Ouest)
  -  Médaille d'or en relais 4 × 100 m

### Championnats d'Europe
- Championnats d'Europe d'athlétisme de 1974 à Rome ( Italie)
  - 7e sur 200 m